# Elefant.ro
Elefant.ro este un magazin online care comercializează o gamă largă de produse: fashion, electronice, ceasuri, cărți, jucării etc.

## Istoric
Site-ul a fost lansat în 2010, printr-o investiție de circa 1,2 milioane de euro din partea Greenlight Invest, unul dintre fondurile de investiții controlate de Ion Sturza, fost director general adjunct al Rompetrol și fost premier al Republicii Moldova.  Înițial a fost o librerie online, dar în 2013 s-a repoziționat cu mottoul „Mall-ul online al familiei tale”.
În septembrie 2015, compania a lansat primul magazin în Iași. În 2022, compania a intrat în insolvență. În martie 2025, grupul Editura Litera a cumpărat Elefant.ro.

## Cifre financiare
În anul 2014, conform Ministerului Finantelor, firma a realizat o cifră de afaceri de 48 milioane lei, înregistrând o pierdere de 6,3 milioane lei. Numărul mediu  de angajați a fost de 135.